# Handlingsparameter
En handlingsparameter er en variabel, som eksplicit kan ændres og fastlægges af beslutningstageren. I forbindelse med styringsaktiviteter i virksomheder kan det være betydningsfuldt at kortlægge, hvilke handlingsparametre der knytter sig til den enkelte handlings- og aktivitetskæde.
| Økonomi | Spire Denne artikel om økonomi er en spire som bør udbygges. Du er velkommen til at hjælpe Wikipedia ved at udvide den. |